# Ambrault
Ambrault é uma comuna francesa na região administrativa do Centro, no departamento Indre. Estende-se por uma área de 25,73 km². Em 2010 a comuna tinha 916 habitantes (densidade: 35,6 hab./km²).